# Сосенки (парк, Царицыно)
Сосенки — небольшой парк в районе Царицыно Южного административного округа города Москвы. Расположен между Луганской, Тимуровской, Бакинской улицами и Кавказским бульваром. Также известен как «Парк на Кавказском бульваре» и создаваемый памятник природы «Старый сосняк в парке по Бакинской улице».

## Описание
В 1980-е годы на месте парка находились деревенские дома бывшего посёлка Ленино. Последние деревянные дома, вместе с хозяйственными постройками и огородами, были снесены в начале 1990-х годов.
В 2006—2007 годы парк реконструирован (обновлены прогулочные дорожки), в 2013 году частично подсажены новые деревья. Парк оборудован лавочками.
На территории парка находится памятник природы «Старый сосняк в парке по Бакинской улице». В связи с этим парк является особо охраняемой природной территорией.
Растительность парка представлена соснами, клёнами, каштанами, берёзами и яблонями. Есть несколько тополей и дубов. На территории парка обитают белки и соловьи.
Данная территория — часть бывшего Царицынского парка (левый берег реки Городни) — была сосновым бором, вырубленным ещё до революции под дачи. Территорию парка пересекает Коллективный проезд.
На территории парка проходят все районные праздники для жителей района Царицыно.
В декабре 2016 года сделано освещение парка, в апреле 2017 года — посажены саженцы молодых деревьев и повешены скворечники. С июля 2017 года проводится реконструкция парка, включающая замену газонов и обновление дорожек для пеших прогулок.

## В парке
В парке имеются:
- Площадка для дрессировки собак (кинологическая площадка «Сосновая»)[5];
- Две небольшие детские площадки;
- Спортивная площадка;
- Памятный камень в честь Победы в Великой Отечественной войне;[2]
- В зимнее время прокладывается лыжня.
- Скейт-парк.

## Галерея

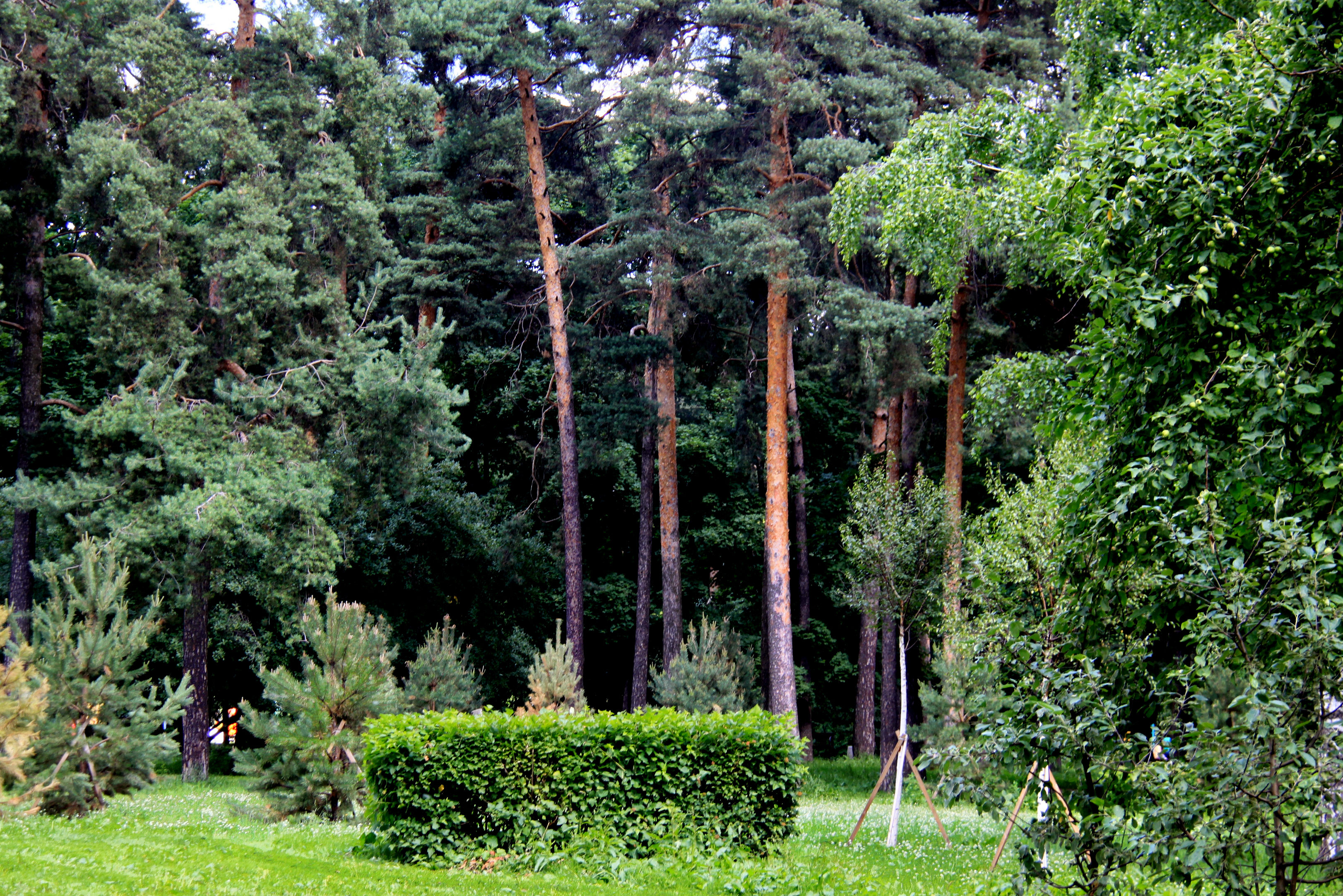
Вид на парк с Тимуровской улицы
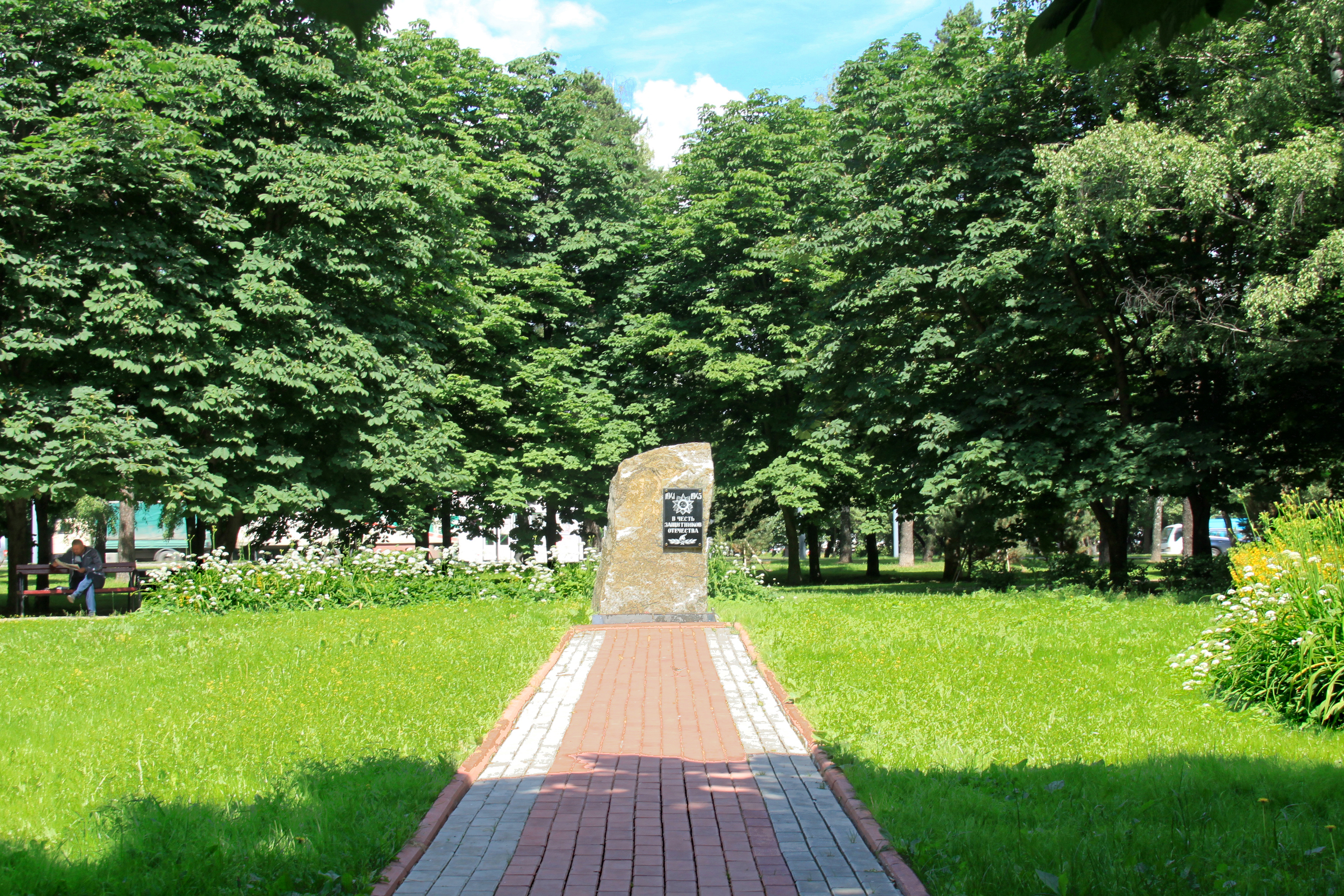
Памятный камень в честь Защитников Отечества 1941-1945 в обрамлении каштанов
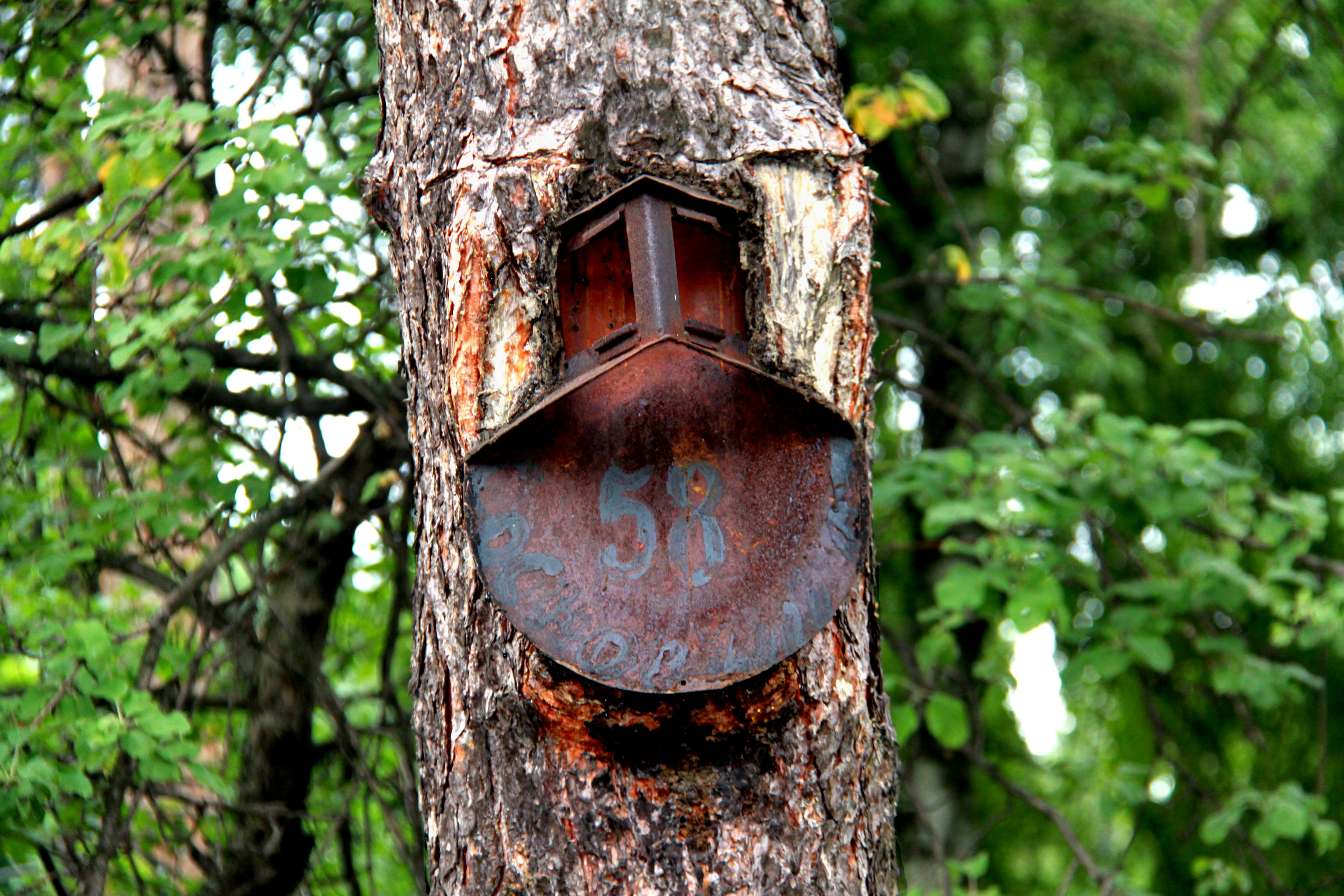
Сосна в парке по Тимуровской улице с её старым названием — Сосновый проспект
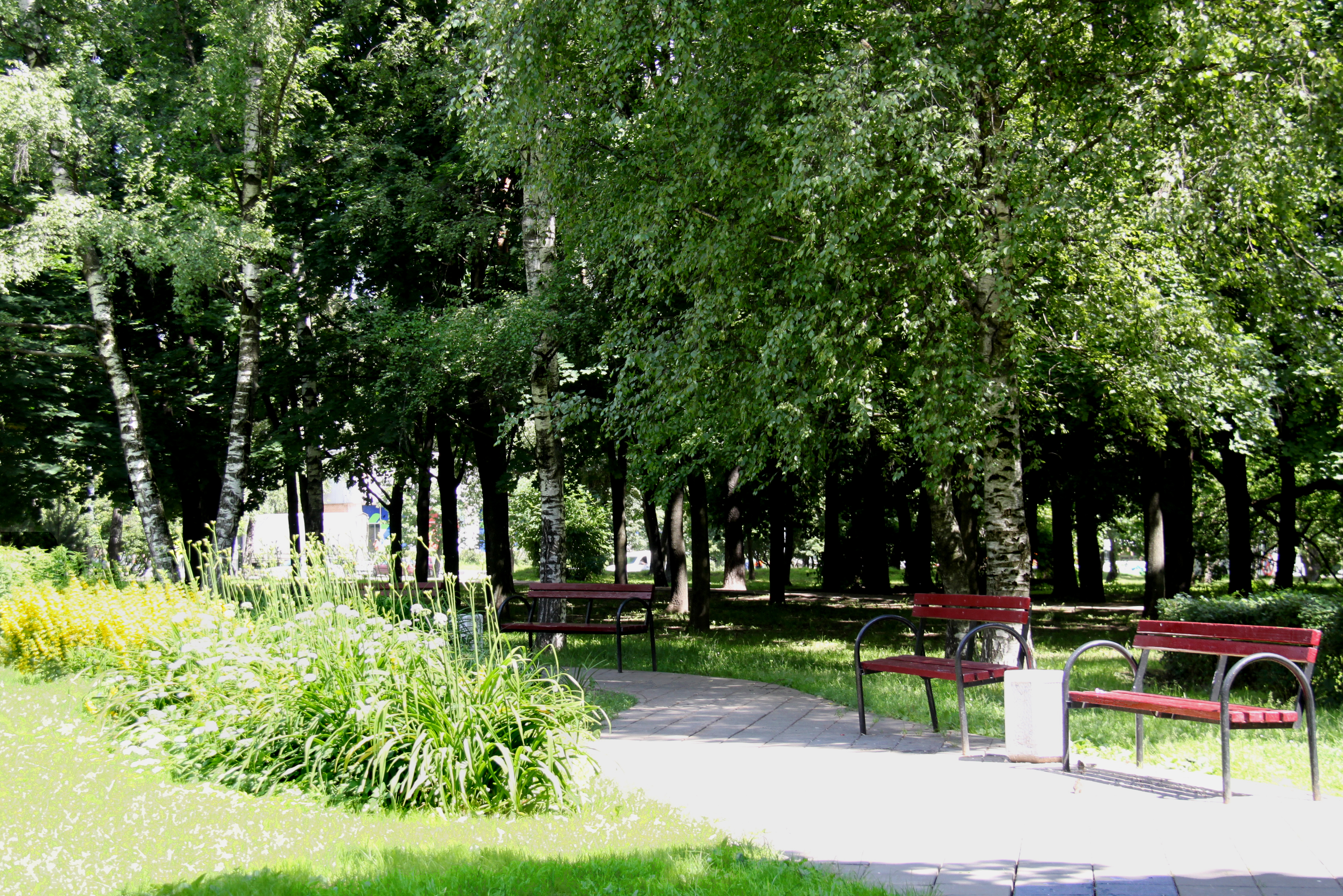
Лавочки для отдыха горожан возле центральной клумбы парка

## Проезд
- От станции метро «Кантемировская», А 150, 217, 221, 690, т11 до ост. «Кавказский бульвар — Универсам»;
- От станции метро «Кантемировская», А 164, 220, 663 до ост. «Кавказский бульвар»;
- От станции метро «Кантемировская», А 701 до ост. «Детская поликлиника»;
- От станции метро «Царицыно» (северный выход), 5—15 минут пешком;
- От станции метро «Царицыно», А 701 до ост. «Детская поликлиника»;
- От станции МЦД «Царицыно», А 701 до ост. «Детская поликлиника».